# 石郷岡文吉

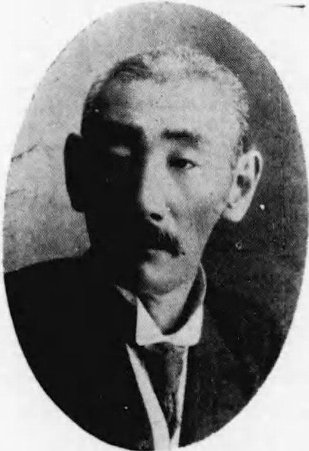
石郷岡文吉

石郷岡 文吉（いしごうおか ぶんきち、文久3年8月1日（1863年9月13日） – 昭和13年（1938年）9月12日）は、日本の衆議院議員（憲政本党）、弘前市長。

## 経歴
弘前に生まれ、東奥義塾を卒業した。1889年（明治22年）、弘前市会議員となり、1891年（明治24年）には中津軽郡会議員となった。1896年（明治29年）、青森県会議員に選出され、1903年（明治36年）には議長に就任した。1907年（明治40年）、県会議長に再選され、弘前市会議長も兼ねた。
1908年（明治41年）、第10回衆議院議員総選挙に出馬し、当選。1期務めた。1913年（大正2年）、再び市会議員となり、さらに1918年（大正7年）・1922年（大正11年）・1934年（昭和9年）の3度、弘前市長に選出された。
その他、北辰日報社を創設し、社長を務めた。